# Alpine (automobilka)
Alpine je francouzská automobilka zabývající se zejména výrobou sportovnějších vozů. Společnost poprvé zanikla v roce 1995, v roce 2017 však došlo k jejímu obnovení díky modelu Alpine A110. V květnu 2022 bylo oznámeno, že značka Alpine otevře v Praze svůj první oficiální showroom v Česku.

## Historie
Firmu založil Jean Rédélé, syn francouzského dealera Renault. Jean se po studiích stal nejmladším dealerem automobilky ve věku 24 let. Renault 4CV byl Jeanovým oblíbeným vozem a tak, když získal druhý vůz, dal se do výstavby 2 prototypů. První vůz Alpine se představil v roce 1955. Šlo o vůz Alpine Mille Miles A106. Podvozek byl odvozen z oblíbeného Renaultu, karoserie byla vyrobena z laminátu. V říjnu téhož roku vznikla Société des Voitures Alpine. Sériová výroba byla zahájena v roce 1956. Vůz byl zařazen mezi produkty Renault. Představení Renaultu Dauphine vedlo k Rédélého úpravě na vůz Alpine A 108. V roce 1963 se objevil jeho nástupce Alpine A110 který patří mezi nejslavnější vozy této automobilky vůbec. V roce 1962 společnost definitivně převzal Renault. V roce 1969 byla továrna přestavěna a o 2 roky později se představil model Alpine A310.

## Závody
V roce 1951 se Jean Rédélé zúčastnil své první rally s vozem Renault 4CV. Úspěchy sbíral také v soutěži 24 hodin Le Mans. 3 roky po sobě také zvítězil ve své třídě v závodu Mille Miglia. V továrně v Dieppe vznikl například i model Alpine A442, vítěz Le Mans 1978. Alpine A110 si vydobyl mnoho úspěchů na poli světových soutěží. 
Značka Alpine byla několikrát použita i pro sportovní modely z produkce Renaultu. Od roku 2021 má Alpine také svůj tým ve Formuli 1.

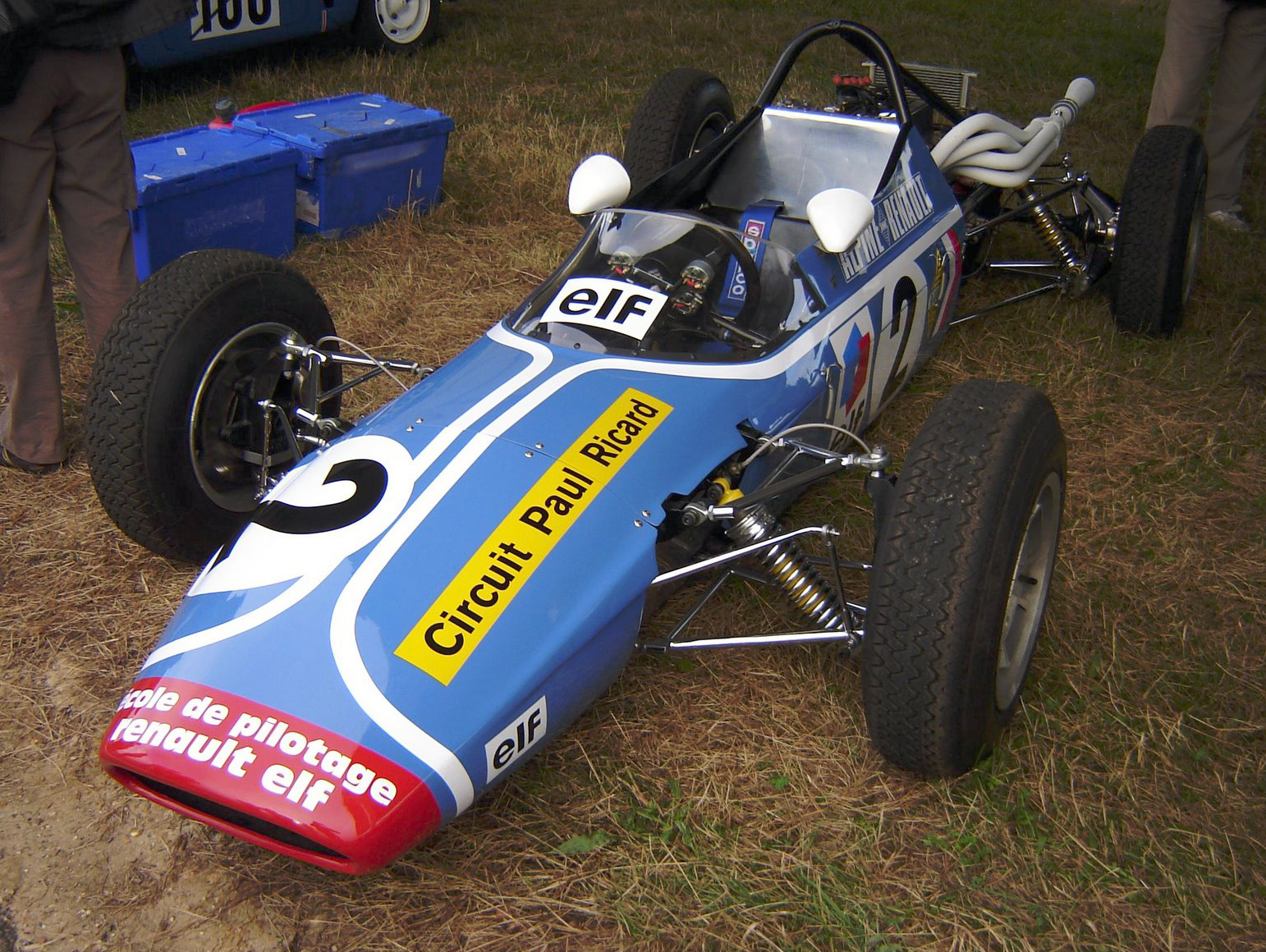
Alpine A362 (1971)
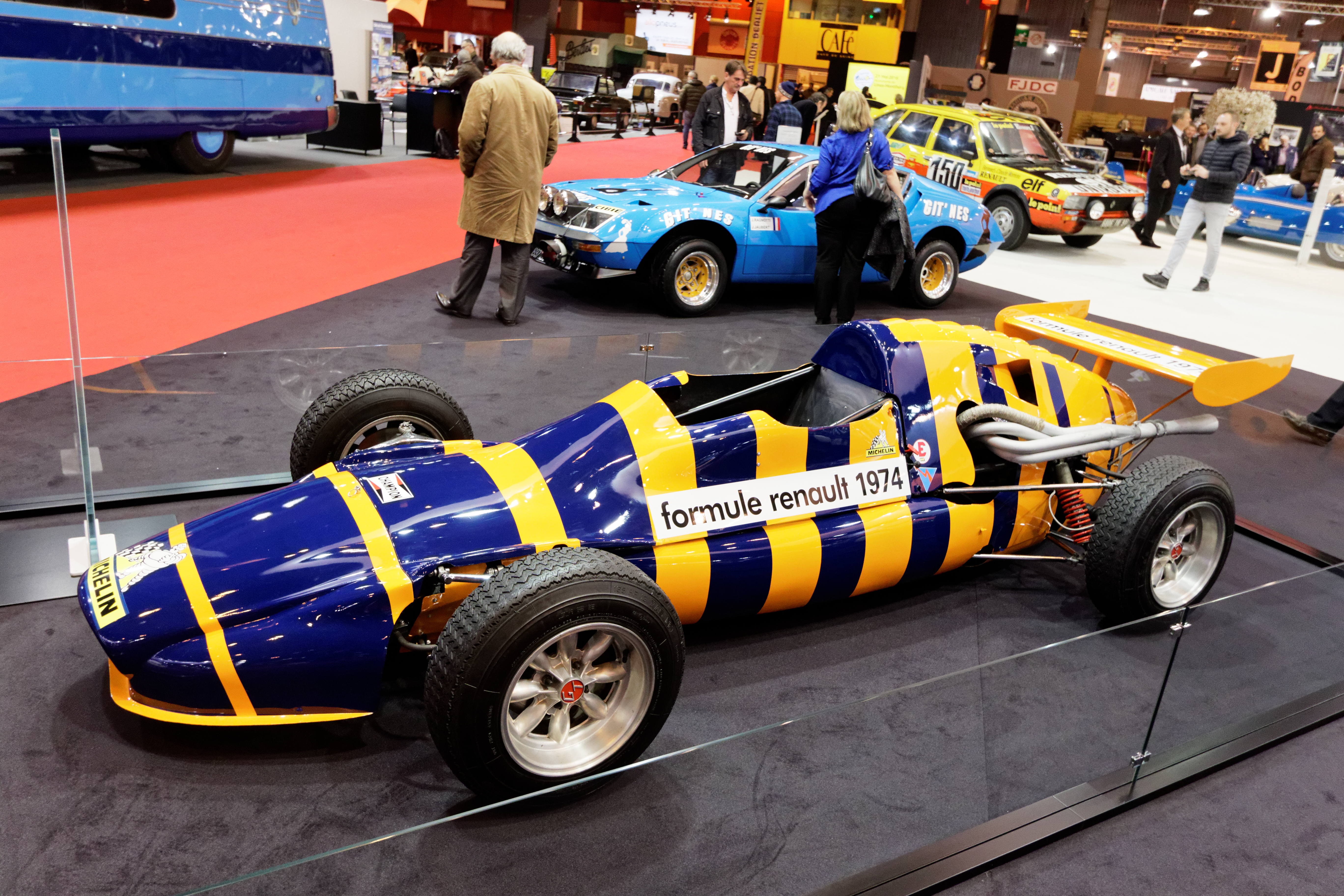
Alpine A366 (1973)
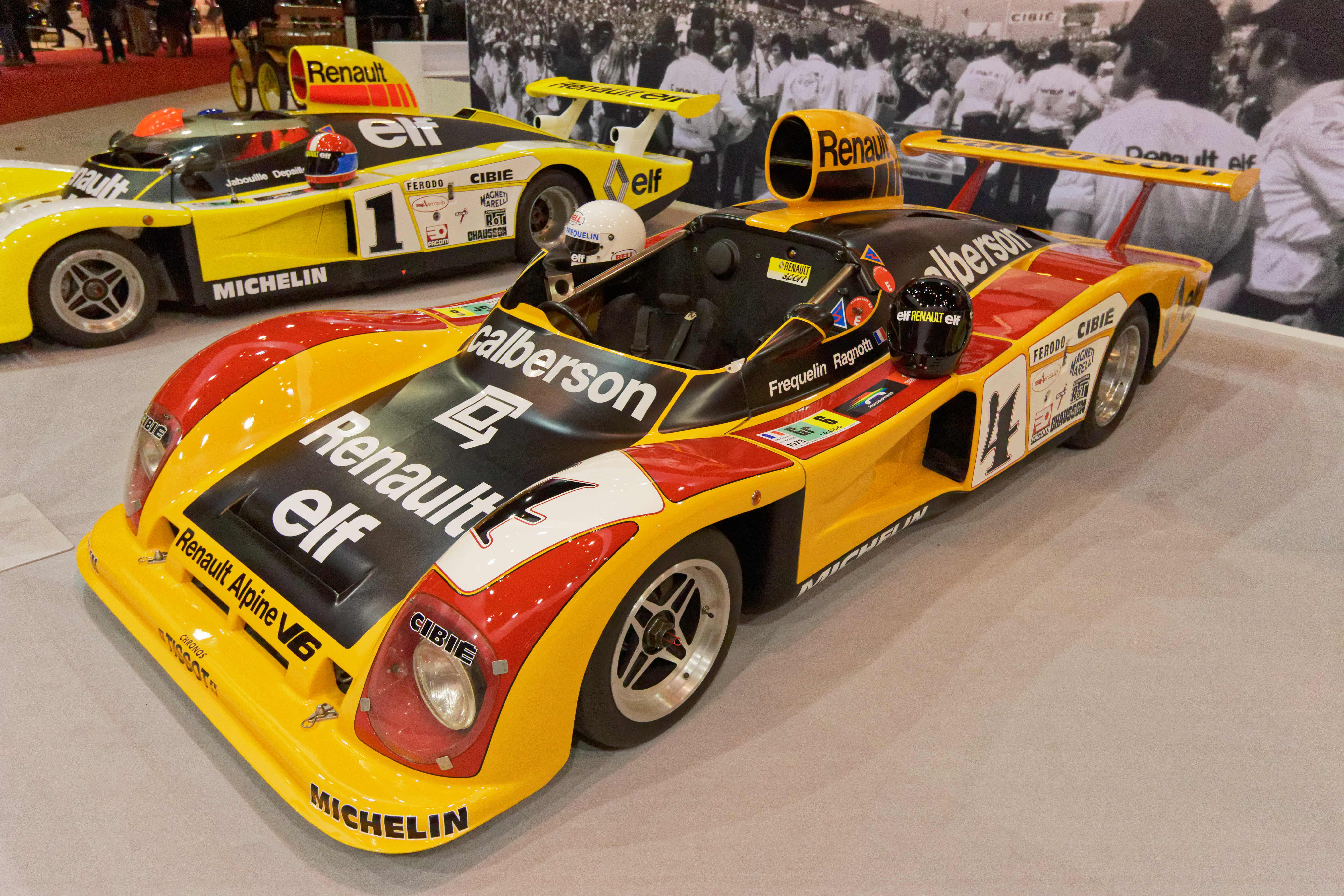
Alpine A442 (1978)
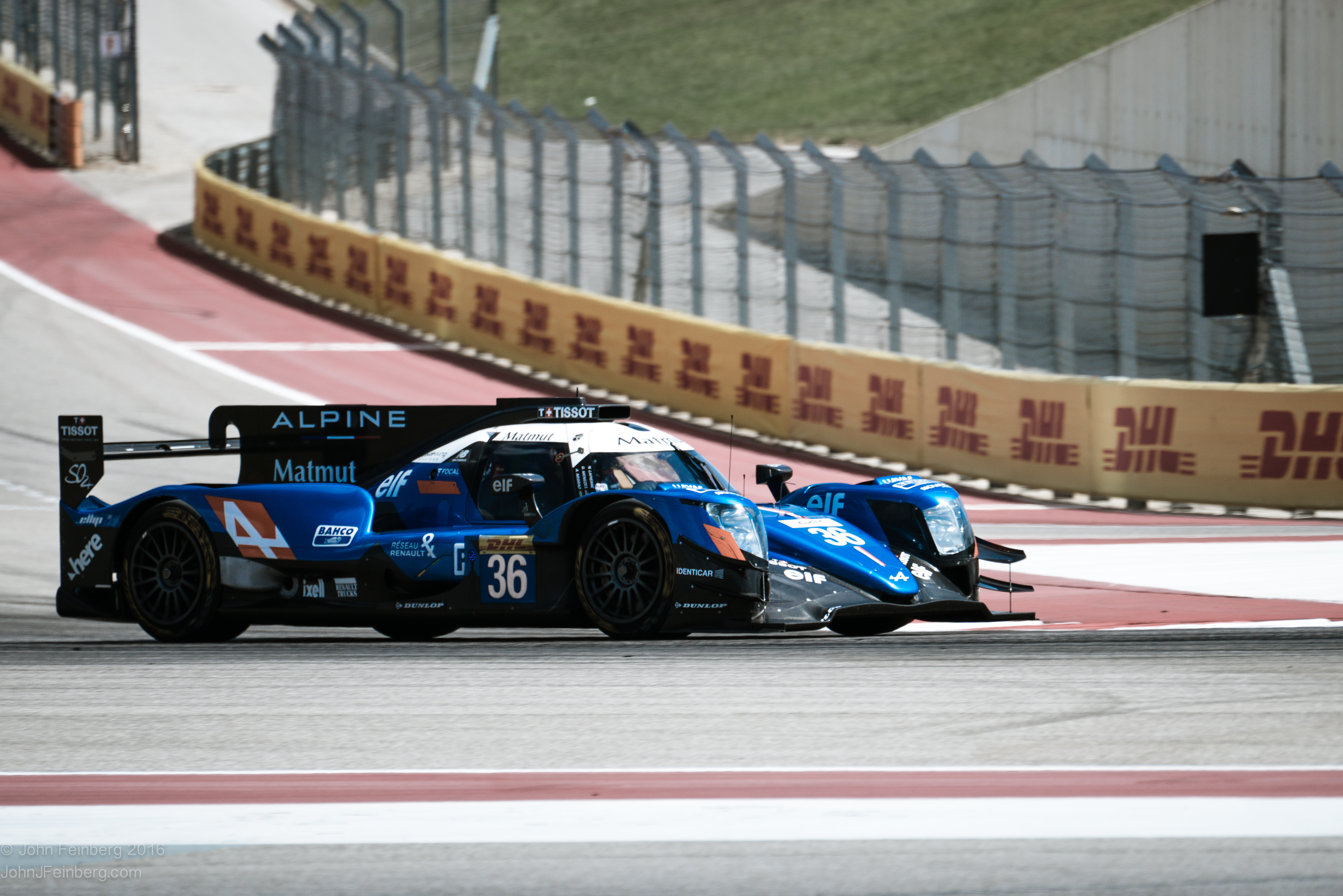
Alpine A470 (2017)
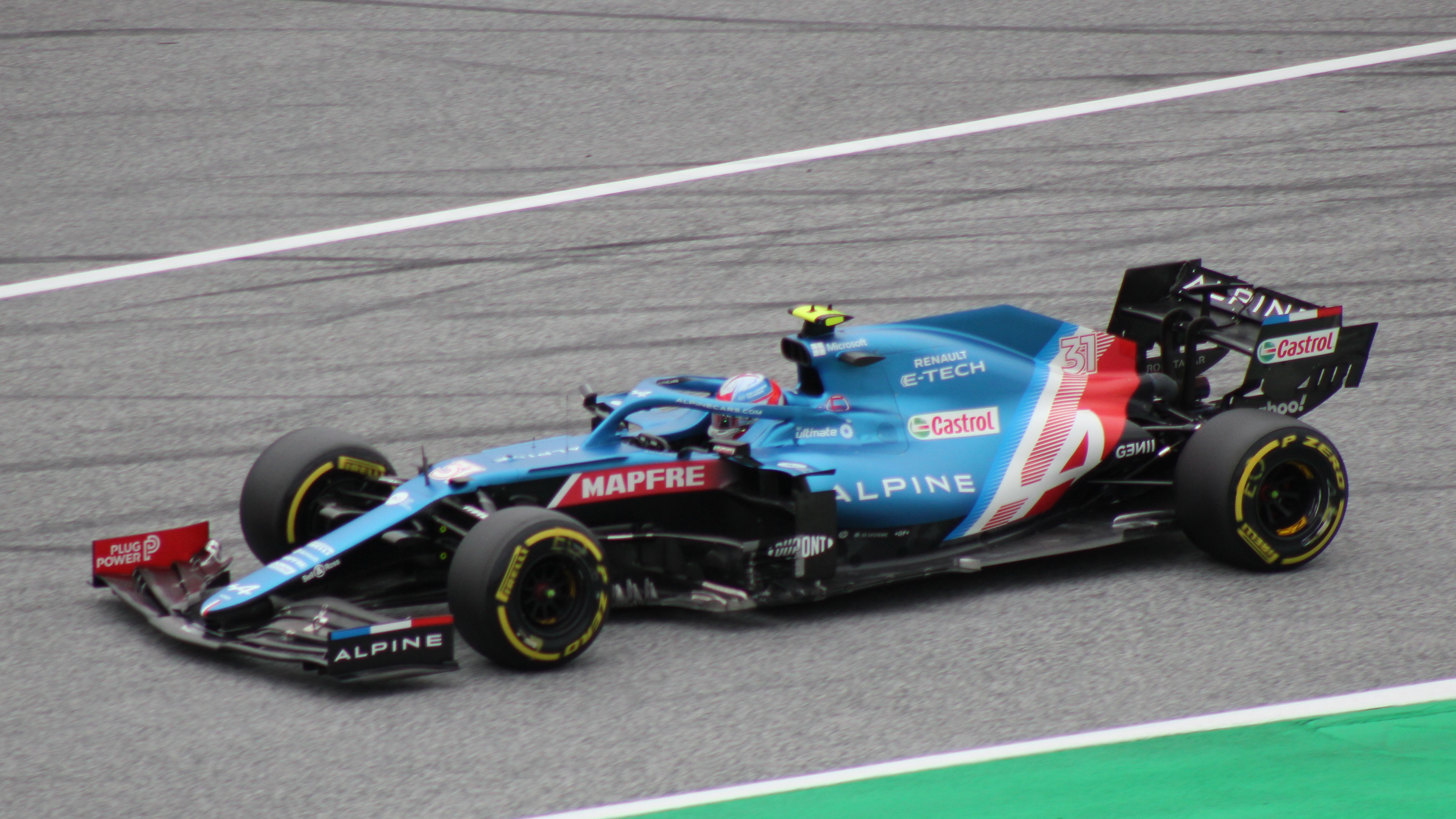
Alpine A521 (2021)

## Sériové modely

### Současná nabídka
- Alpine A110, (2017–)
- Alpine A290, (2024–)
- Alpine A390, (2025-)

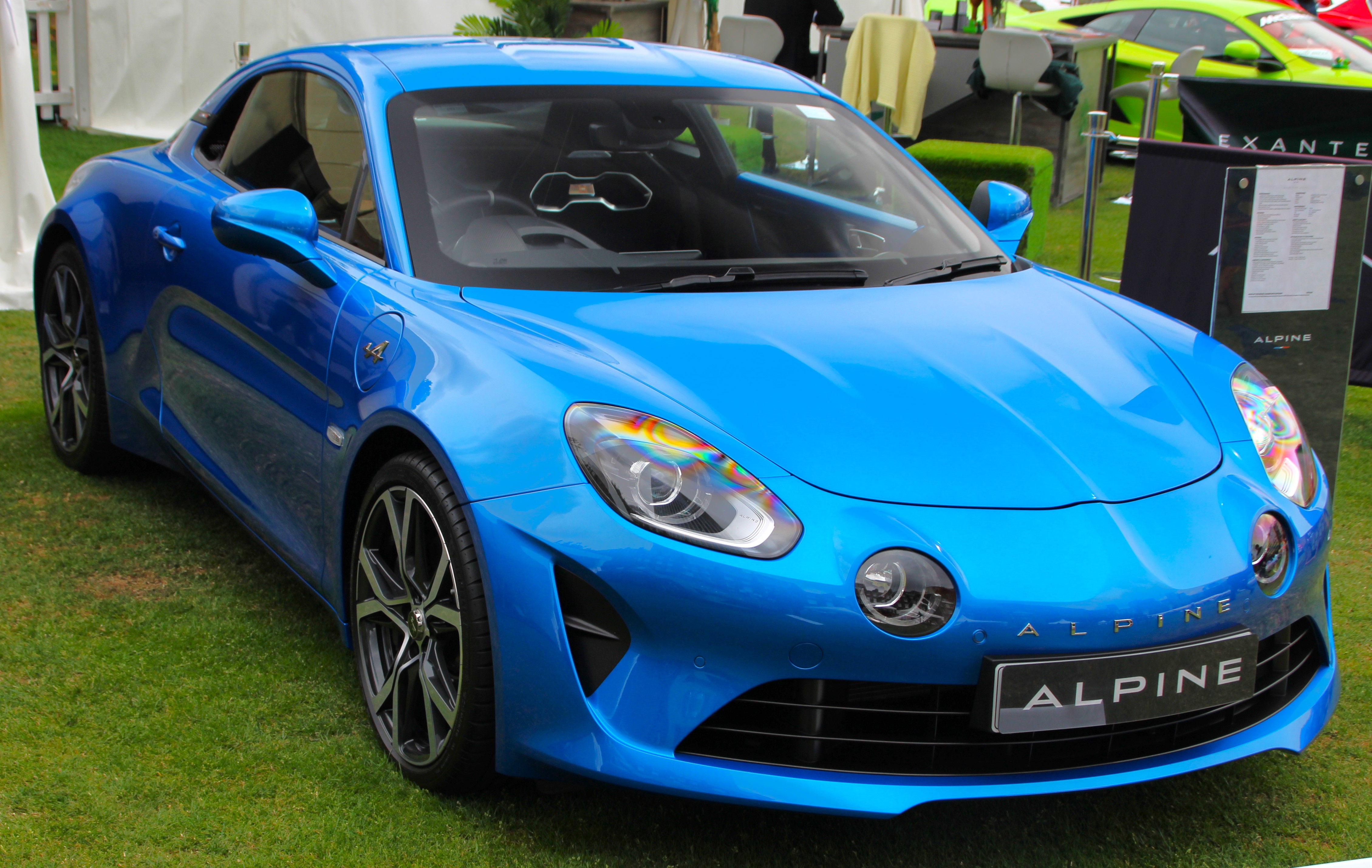
Alpine A110
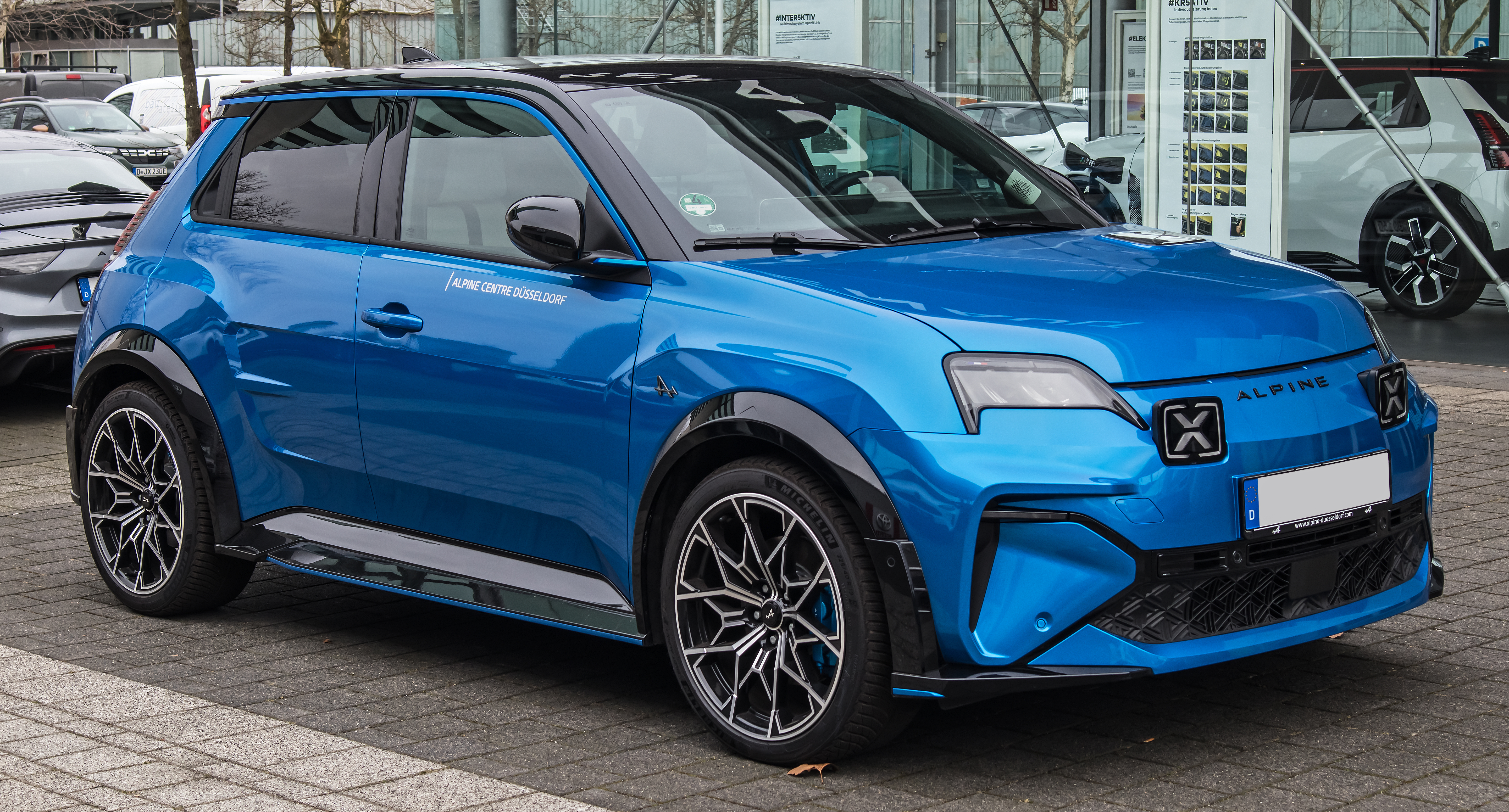
Alpine A290

### Starší modely
- Alpine A106, vyrobeno 251 vozů, (1955–1961)
- Alpine A108, vyrobeno 2322 vozů, (1958–1965)
- Alpine A110, vyrobeno 7579 vozů, (1961–1977)
- Alpine GT4, vyrobeno 263 vozů, (1963–1969)
- Alpine A310, vyrobeno 11484 vozů, (1971–1985)
- Renault Alpine GTA, vyrobeno 6494 vozů, (1985–1991)
- Alpine A610, vyrobeno 818 vozů, (1991–1995)

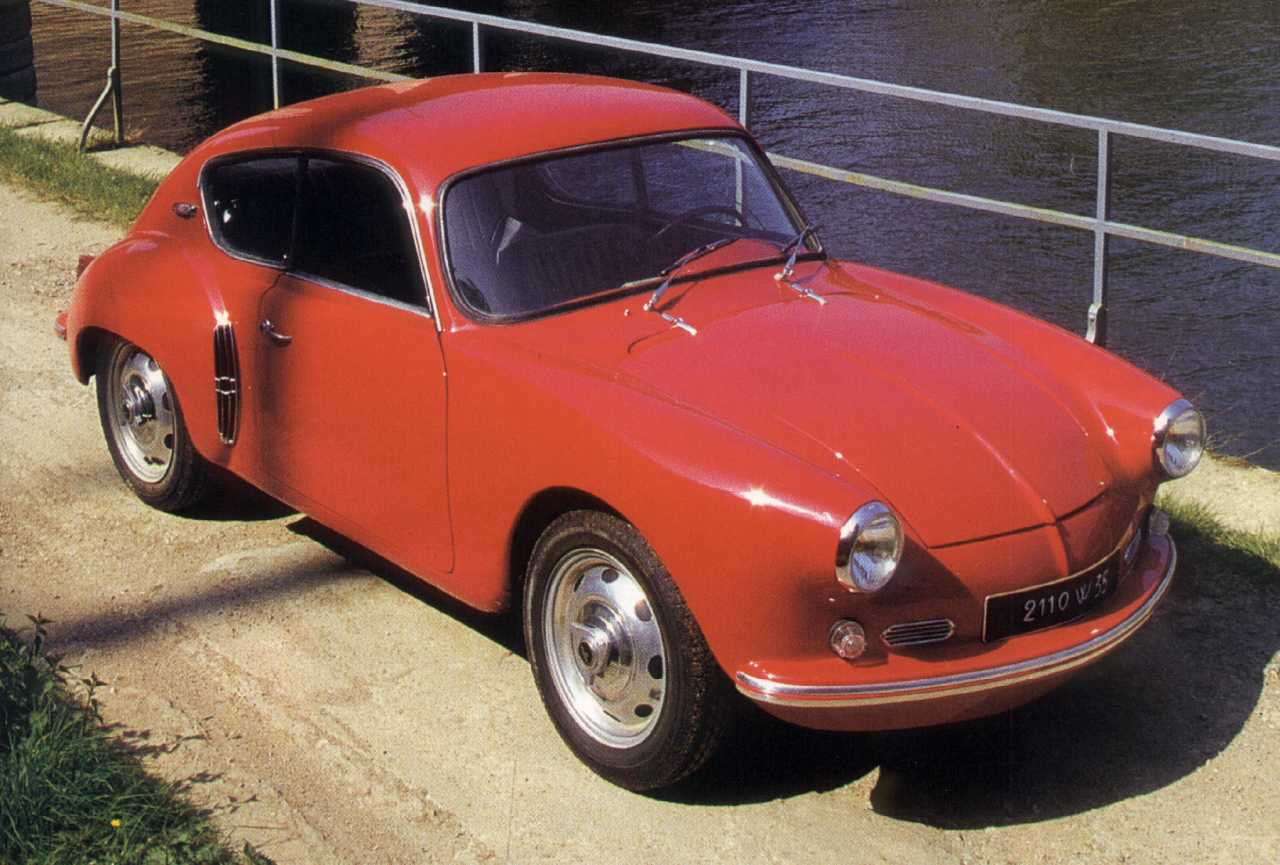
Alpine A106
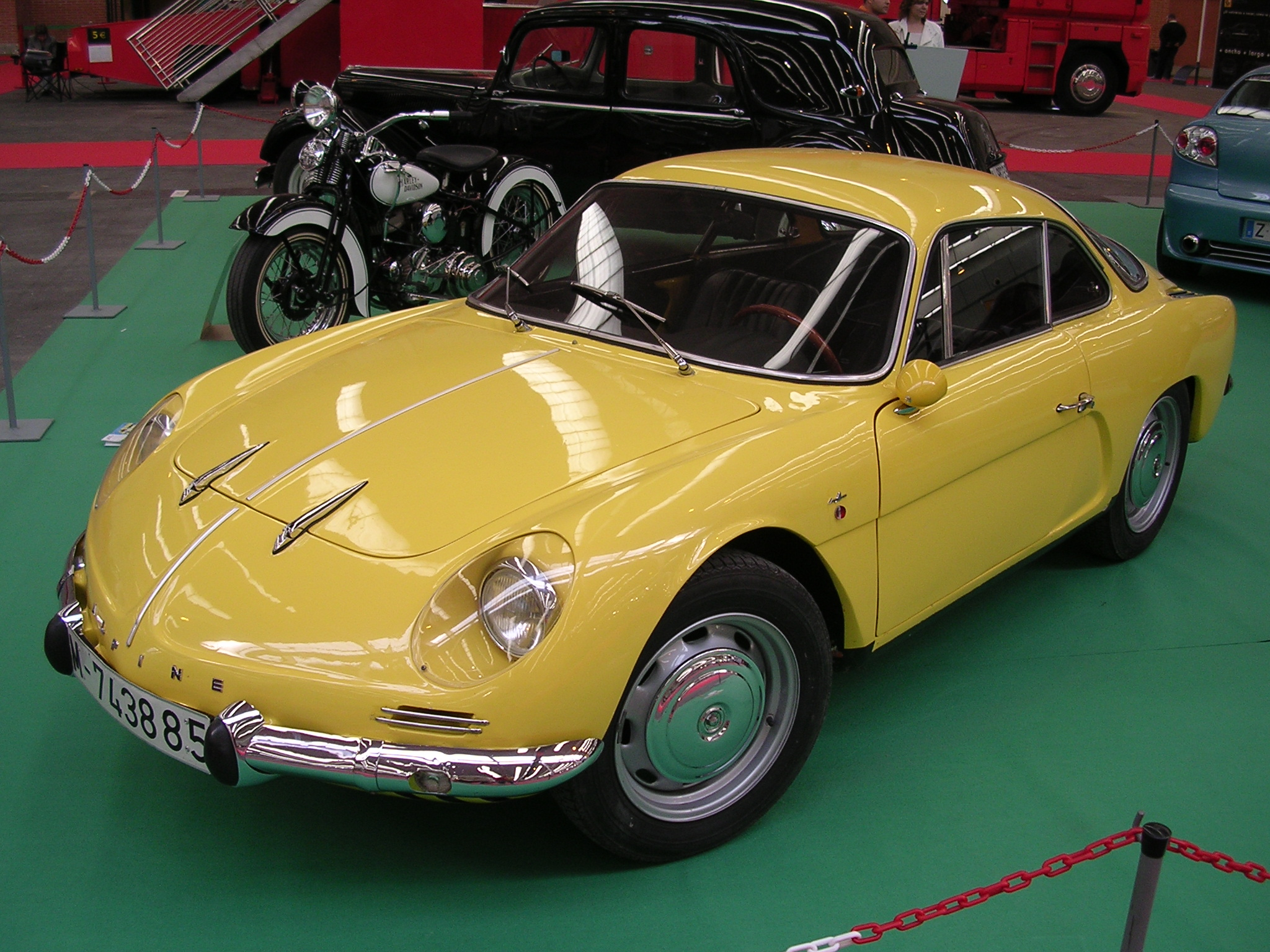
Alpine A108
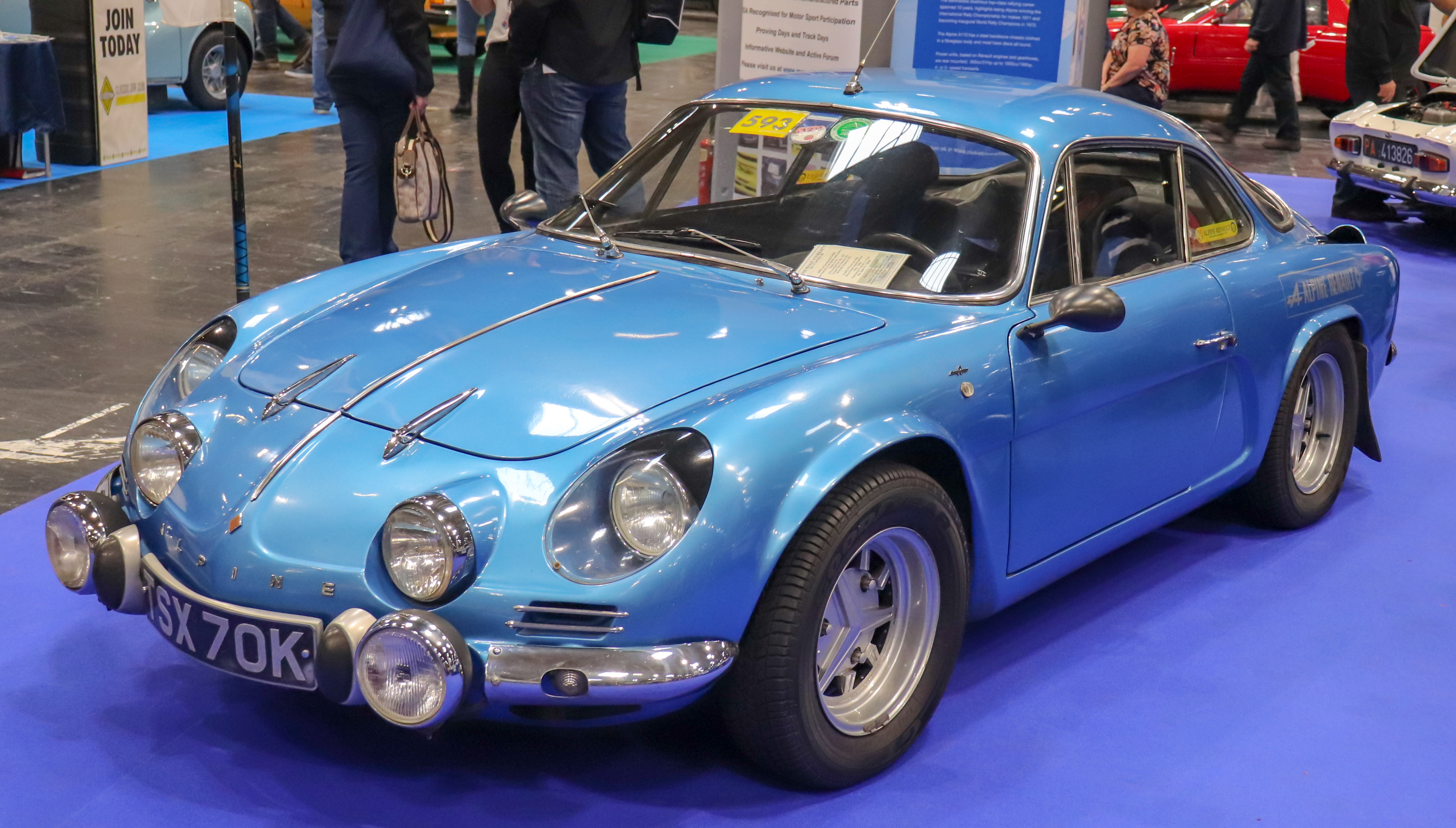
Alpine A110
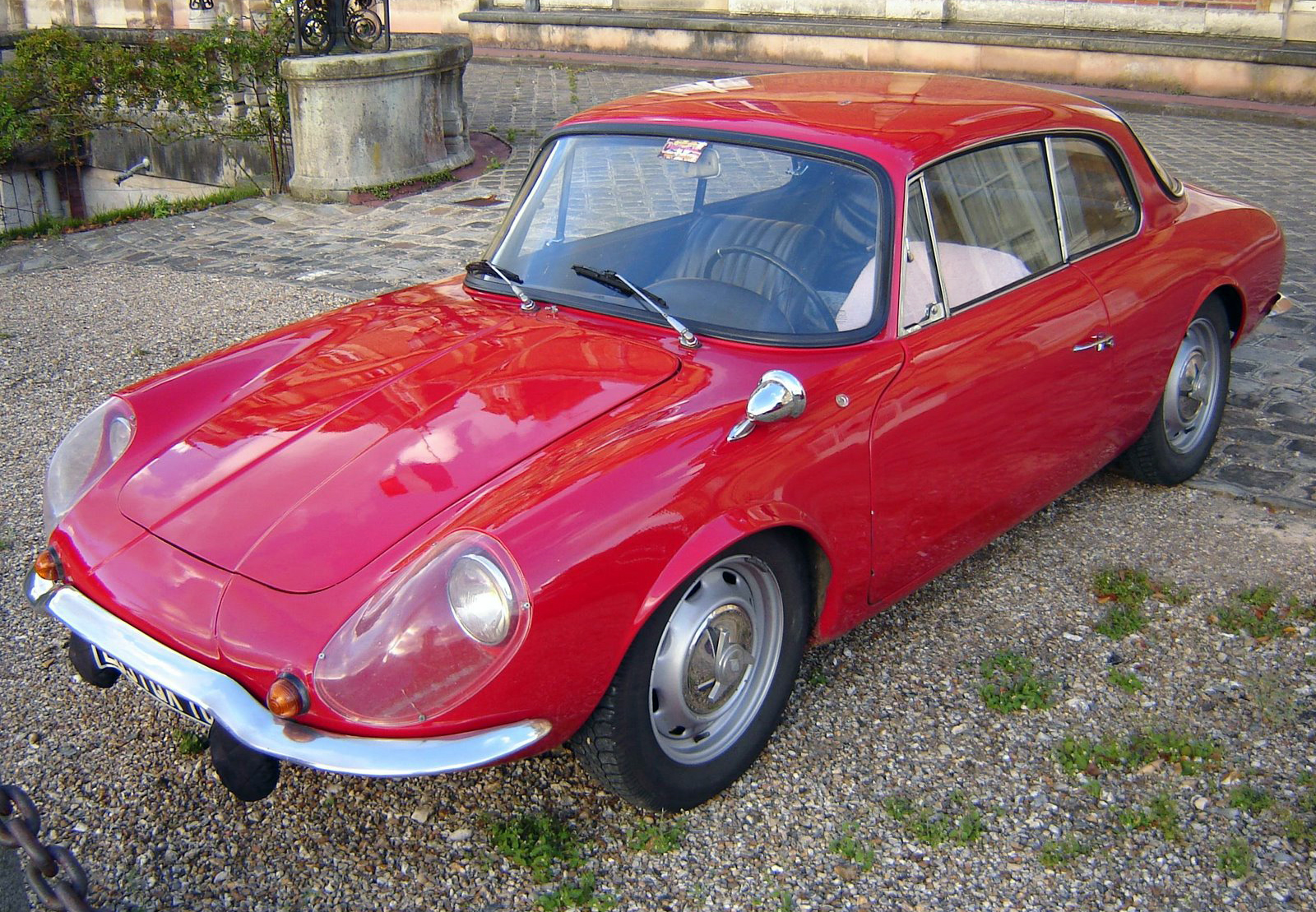
Alpine GT4
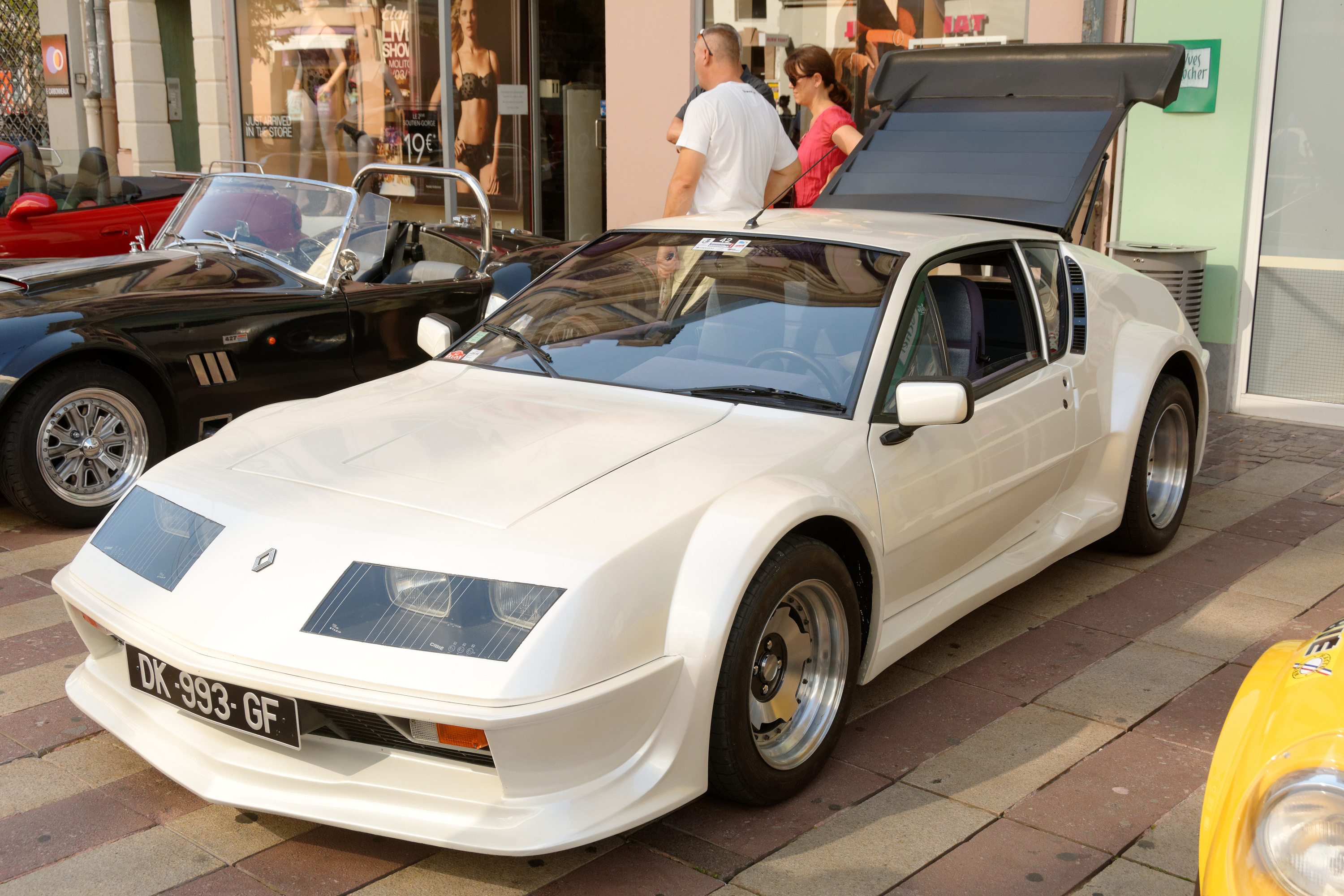
Alpine A310
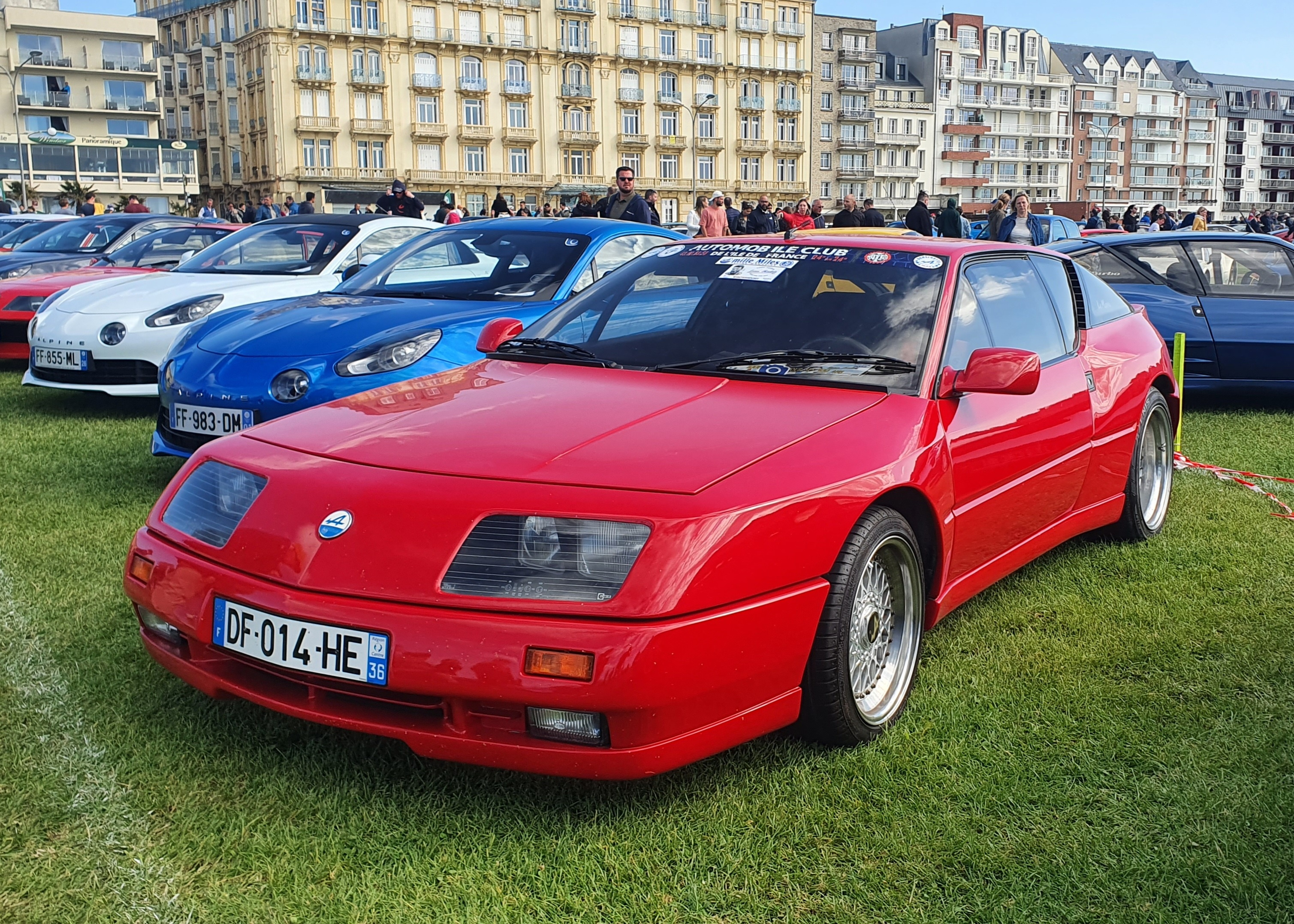
Alpine GTA
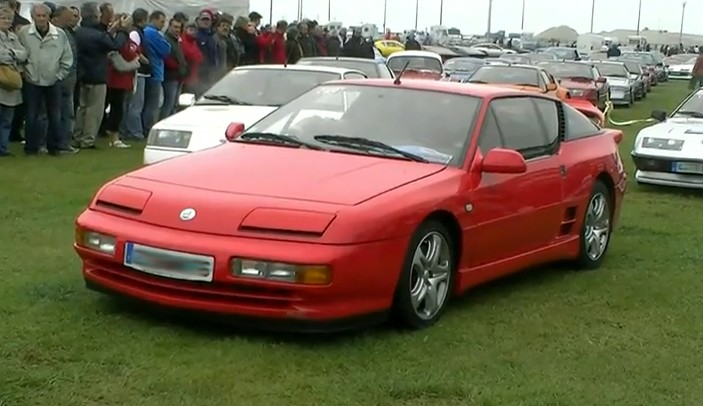
Alpine A610

### Koncepty
- Renault Alpine A110-50 (2012)
- Alpine Vision Gran Turismo (2015)
- Alpine Vision (2016)
- Alpine Alpenglow (2022)
- Alpine A290_β (2023)
- Alpine A390_β (2024)

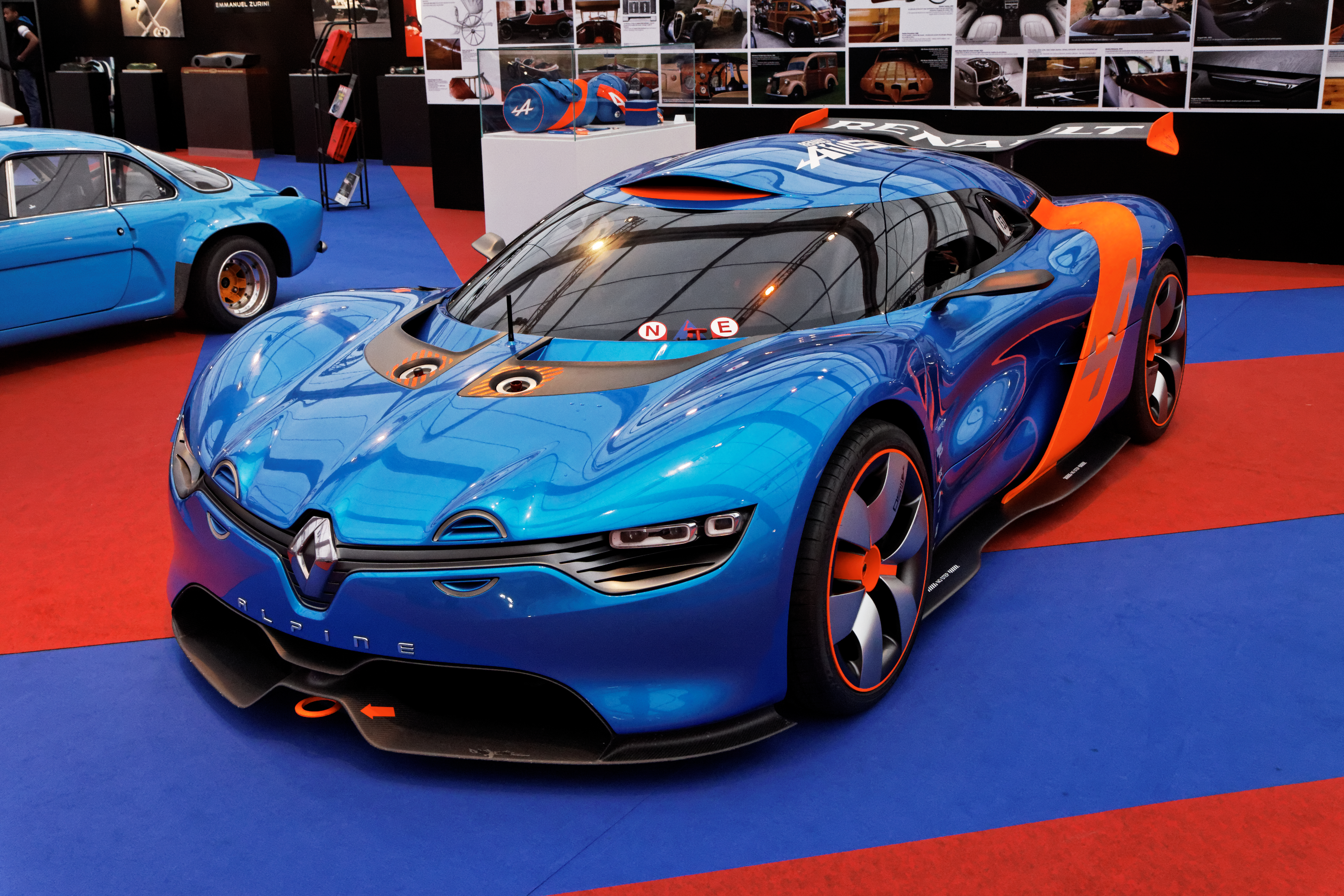
Renault Alpine A110-50
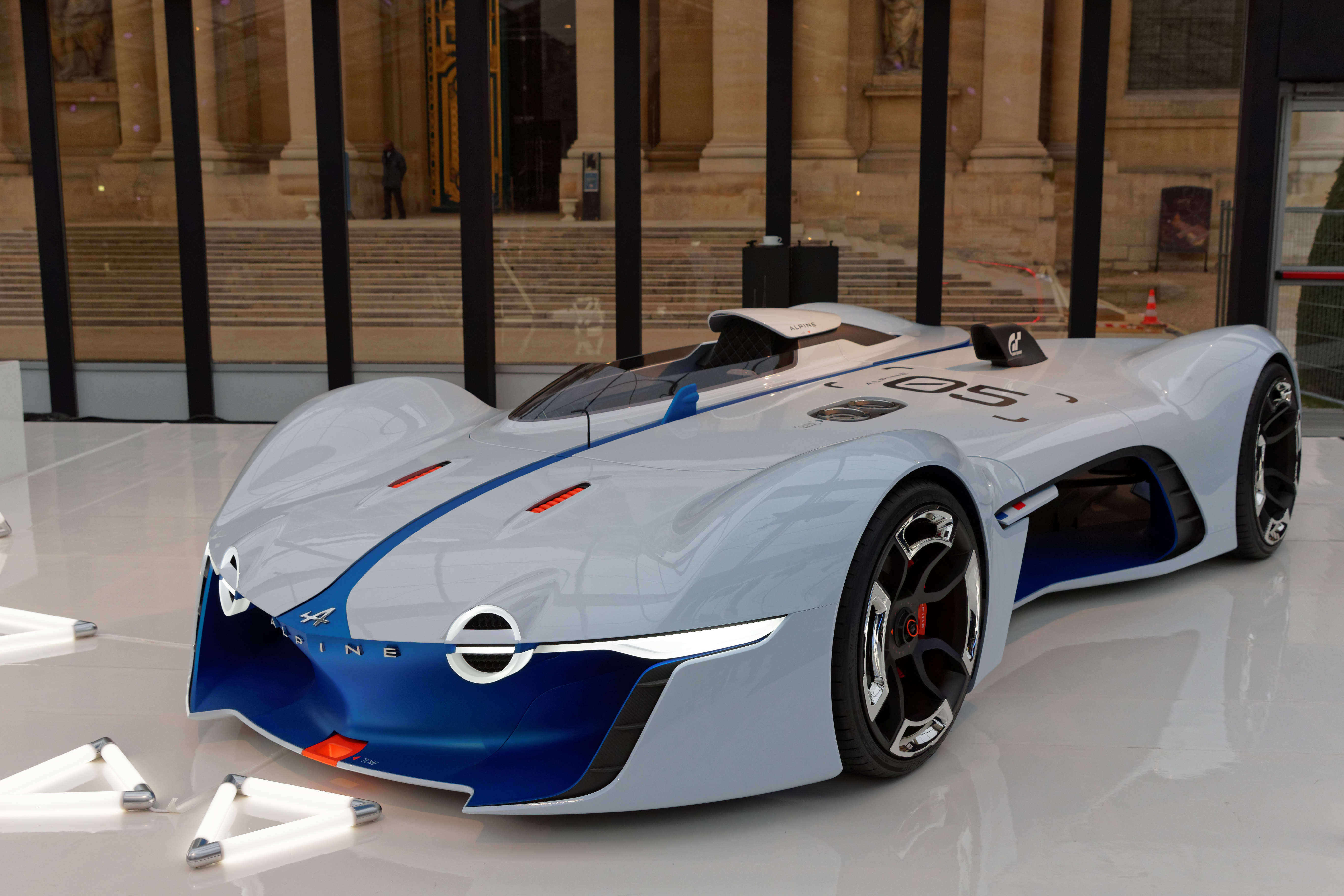
Alpine Vision Gran Turismo
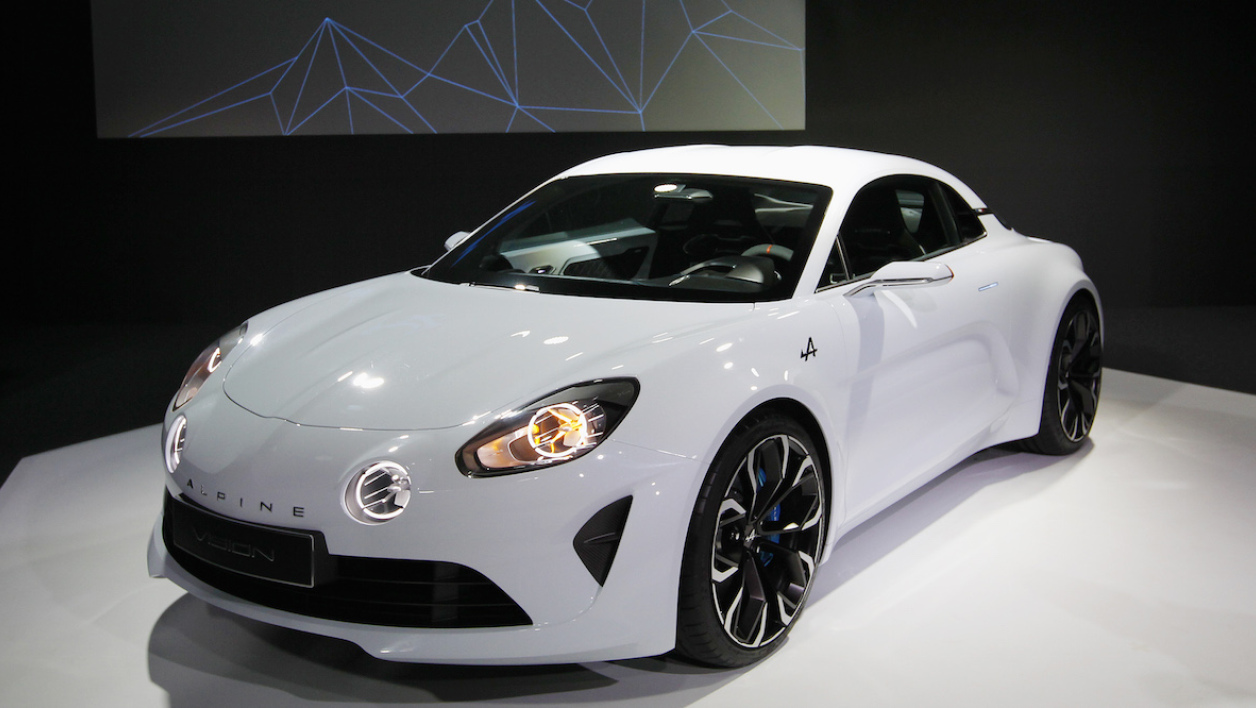
Alpine Vision
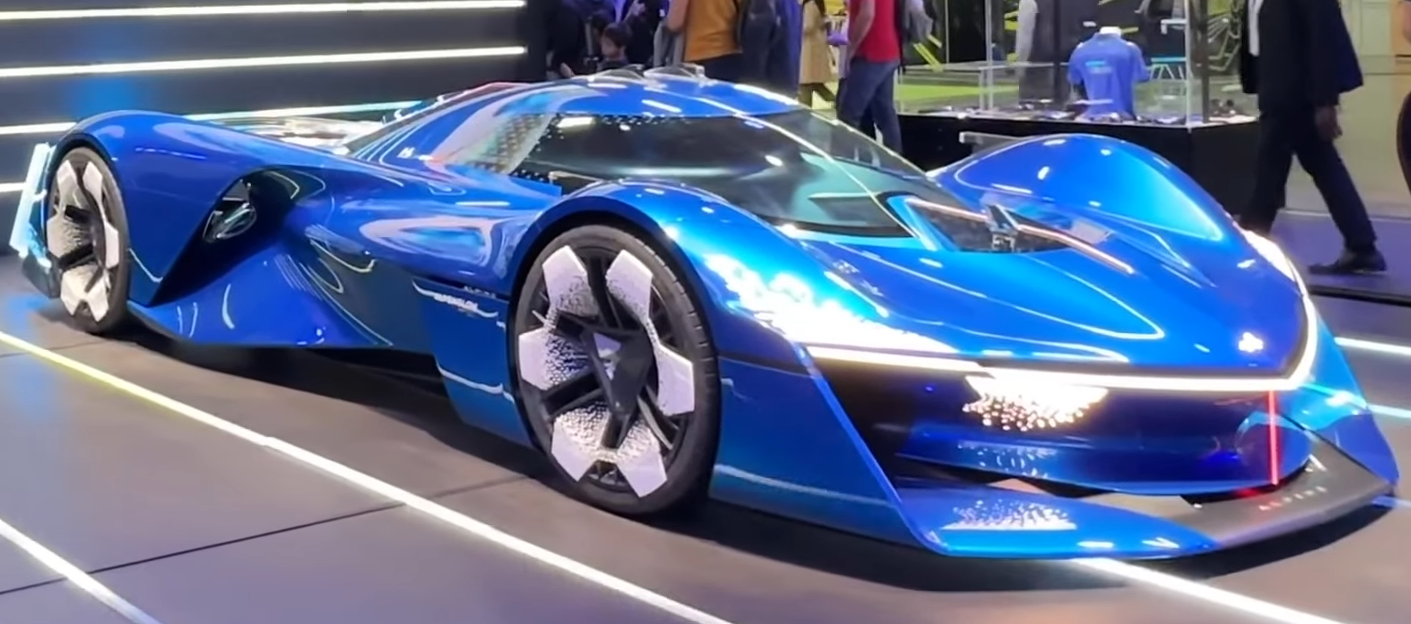
Alpine Alpenglow
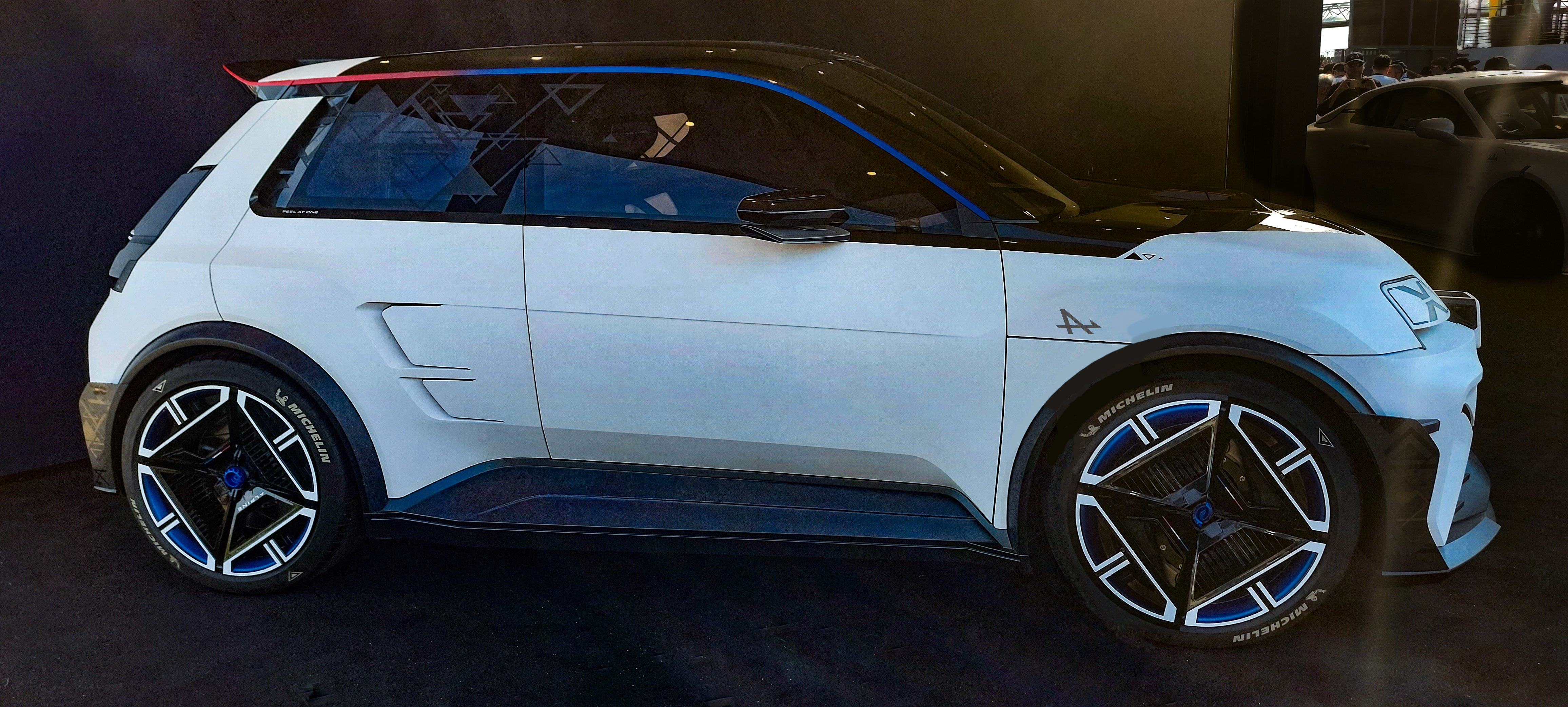
Alpine A290_β
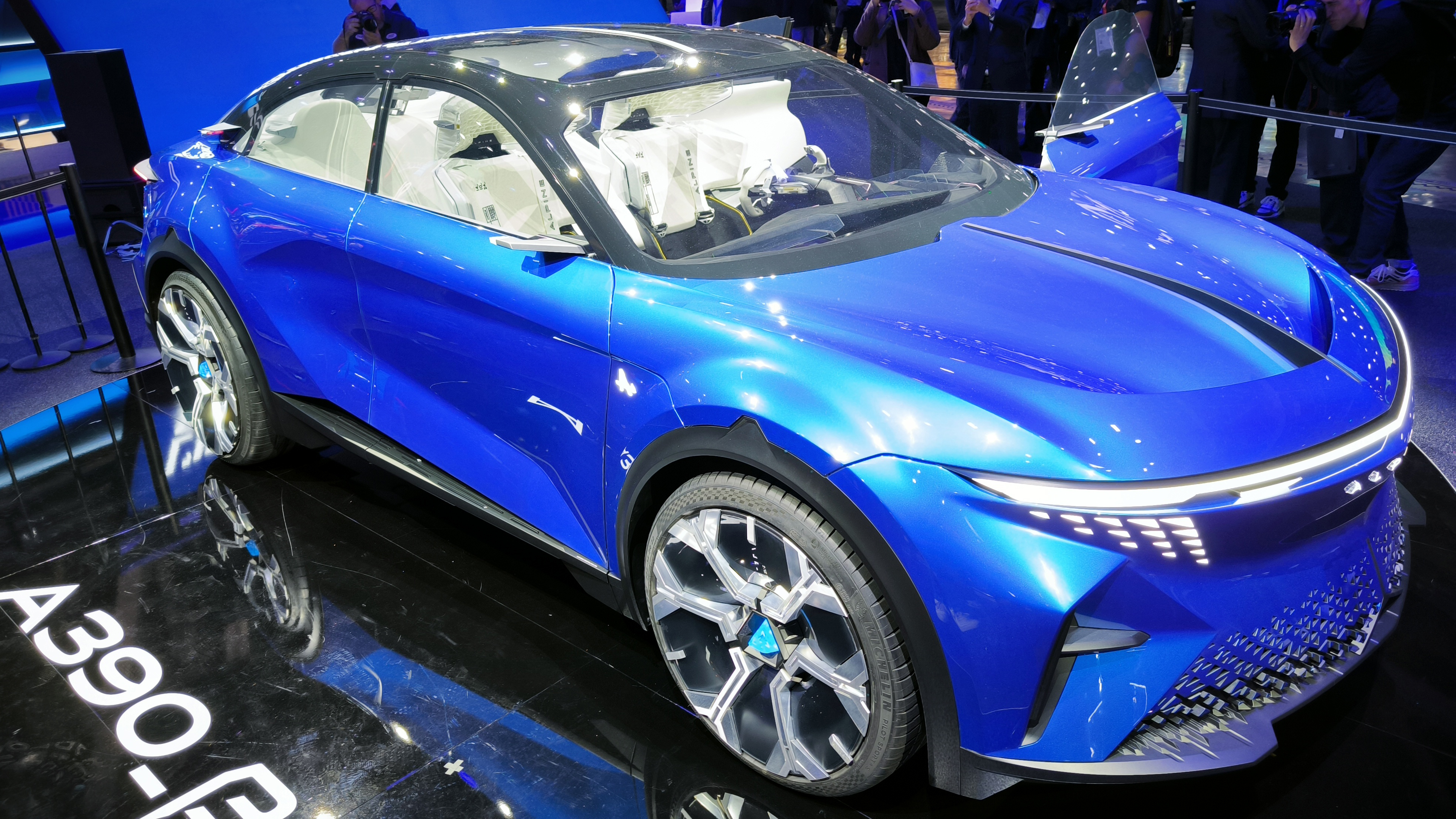
Alpine A390_β

## Evropské auto roku
V roce 2025 byl v Bruselu na mezinárodním autosalonu, vyhlášena cena Evropské auto roku, kterou získal automobil Alpine A290.